# Diogmites bicolor
Diogmites bicolor är en tvåvingeart som först beskrevs av Jaennicke 1867. Diogmites bicolor ingår i släktet Diogmites och familjen rovflugor.
Artens utbredningsområde är Panama. Inga underarter finns listade i Catalogue of Life.